# بید خواه ۲
بید خواه ۲ (به لاتین: Bed-e Khva) یک منطقهٔ مسکونی در افغانستان است که در ولسوالی خواهان واقع شده‌است.